# Estonian International 2020
Die Estonian International 2020 im Badminton fanden vom 9. bis 12. Januar 2020 in Tallinn statt.

## Sieger und Platzierte
| Disziplin    | Gold                         | Silber                       | Bronze                             |
| ------------ | ---------------------------- | ---------------------------- | ---------------------------------- |
| Herreneinzel | Hashiru Shimono              | Lucas Claerbout              | Raul Must                          |
| Herreneinzel | Hashiru Shimono              | Lucas Claerbout              | Takuma Obayashi                    |
| Dameneinzel  | Natsuki Nidaira              | Natsuki Oie                  | Moto Hayashi                       |
| Dameneinzel  | Natsuki Nidaira              | Natsuki Oie                  | Mariya Ulitina                     |
| Herrendoppel | Chiang Chien-wei Ye Hong-wei | Wei Chun-wei Wu Guan-xun     | Anton Kaisti Oskari Larkimo        |
| Herrendoppel | Chiang Chien-wei Ye Hong-wei | Wei Chun-wei Wu Guan-xun     | Yujiro Nishikawa Tadayuki Urai     |
| Damendoppel  | Rena Miyaura Saori Ozaki     | Vimala Hériau Margot Lambert | Sharone Bauer Juliette Moinard     |
| Damendoppel  | Rena Miyaura Saori Ozaki     | Vimala Hériau Margot Lambert | Mizuki Otake Miyu Takahashi        |
| Mixed        | Yujiro Nishikawa Saori Ozaki | Tadayuki Urai Rena Miyaura   | Sebastian Bugtrup Isabella Nielsen |
| Mixed        | Yujiro Nishikawa Saori Ozaki | Tadayuki Urai Rena Miyaura   | Anton Kaisti Alžběta Bášová        |

## Ergebnisse

### Herreneinzel Qualifikation
- Tauri Kilk –  Christakis Temereas: 21-9 / 21-10
- Mateusz Danielak –  Ernesto Baschwitz: 24-22 / 15-21 / 22-20
- Samuel Hsiao –  Cholan Kayan: 21-13 / 21-15
- Henri Hurskainen –  Artur Ajupov: 21-15 / 21-10
- Pit Seng Low –  Jesper de Waal: 21-18 / 19-21 / 21-6
- Jesper Paul –  Andis Berzins: 21-12 / 21-10
- Martin Ouazzen –  Jacob Schueler: 21-18 / 21-19
- Tomas Toledano –  Karl Kert: 21-15 / 21-12
- Danylo Bosniuk –  Egor Kurdyukov: 21-12 / 21-18
- Alejandro Alcalá –  Gergő Pytel: 3-0 Ret.
- Andy Tsai –  Andreas Ioannou: 21-11 / 21-11
- Jan Louda –  Francisco Olivares: 21-10 / 21-16
- Yanis Gaudin –  Mihkel Talts: 21-12 / 21-7
- Oswald Fung –  Nikita Makoveev: 21-15 / 23-21
- Joakim Oldorff –  Sebastian Bugtrup: 13-21 / 21-9 / 21-15
- Bruno Carvalho –  Raymond Webster: 21-4 / 21-3
- Su Li-yang –  Talar Laa: 21-12 / 21-18
- Lukas Resch –  Ragnar Sepp: 21-5 / 21-4
- Elias Bracke –  Adnan Ebrahim: 21-15 / 21-13
- Aleksey Molochaev –  Leo Van Gysel: 21-18 / 12-21 / 21-18
- Álvaro Vázquez González –  Valentin Singer: 21-19 / 21-17
- Ondrej Král –  Marc Cardona: 21-13 / 21-17
- Justus Kilpi –  Michal Walentek: 21-17 / 22-20
- Simon Sandholm –  Joonas Korhonen: 22-20 / 21-19
- Tang Kaifeng –  Siddhesh Hudekar: 21-9 / 21-16
- Yu Sheng Po –  Tony Lindelöf: 21-14 / 19-21 / 21-12
- Brian Holtschke –  Carlos Piris: 21-11 / 23-21
- Duarte Nuno Anjo –  Alexander Svensson: 21-13 / 21-14
- Kasper Lehikoinen –  Hans-Kristjan Pilve: 21-14 / 14-21 / 21-8
- Joan Monroy –  Rannar Zirk: 21-14 / 21-13
- Artūrs Akmens –  Koceila Mammeri: w.o.
- Mihkel Laanes –  Youcef Sabri Medel: w.o.
- Mateusz Danielak –  Tauri Kilk: 21-17 / 21-16
- Samuel Hsiao –  Henri Hurskainen: 21-18 / 21-17
- Jesper Paul –  Pit Seng Low: 07. Nov
- Tomas Toledano –  Martin Ouazzen: 21-18 / 22-20
- Andy Tsai –  Artūrs Akmens: 21-11 / 21-12
- Yanis Gaudin –  Jan Louda: 21-13 / 7-21 / 21-18
- Joakim Oldorff –  Oswald Fung: 21-13 / 10-21 / 21-17
- Su Li-yang –  Bruno Carvalho: 21-9 / 21-12
- Lukas Resch –  Elias Bracke: 21-17 / 16-21 / 21-19
- Álvaro Vázquez González –  Aleksey Molochaev: 21-9 / 21-12
- Mihkel Laanes –  Ondrej Král: 21-19 / 10-21 / 21-18
- Justus Kilpi –  Simon Sandholm: 21-19 / 21-17
- Tang Kaifeng –  Yu Sheng Po: 21-19 / 21-12
- Duarte Nuno Anjo –  Brian Holtschke: 18-21 / 24-22 / 21-16
- Kasper Lehikoinen –  Joan Monroy: 21-9 / 21-12
- Alejandro Alcalá –  Danylo Bosniuk: w.o.
- Samuel Hsiao –  Mateusz Danielak: 21-17 / 21-17
- Jesper Paul –  Tomas Toledano: 21-15 / 18-21 / 21-18
- Andy Tsai –  Alejandro Alcalá: 21-15 / 21-12
- Yanis Gaudin –  Joakim Oldorff: 21-14 / 21-19
- Su Li-yang –  Lukas Resch: 23-21 / 21-14
- Álvaro Vázquez González –  Mihkel Laanes: 21-12 / 21-16
- Tang Kaifeng –  Justus Kilpi: 21-10 / 21-15
- Kasper Lehikoinen –  Duarte Nuno Anjo: 21-15 / 21-11

### Herreneinzel
- Lucas Claerbout –  Harsheel Dani: 15-21 / 21-18 / 21-19
- Danylo Bosniuk –  Milan Ludík: 21-15 / 19-21 / 21-13
- Eetu Heino –  Bernardo Atilano: 19-21 / 21-14 / 21-16
- Yanis Gaudin –  Anthony Joe: 21-19 / 21-19
- Minoru Koga –  Lars Schänzler: 21-11 / 21-13
- Niluka Karunaratne –  Pit Seng Low: 21-10 / 21-16
- Takuma Obayashi –  Gergely Krausz: 18-21 / 21-14 / 21-15
- Su Li-yang –  Rasmus Messerschmidt: 21-9 / 21-18
- Arnaud Merklé –  Jesper Paul: 21-16 / 21-9
- Hashiru Shimono –  Andy Tsai: 21-8 / 18-21 / 21-18
- Kasper Lehikoinen –  Anuoluwapo Juwon Opeyori: 21-13 / 19-21 / 21-12
- Kalle Koljonen –  Tang Kaifeng: 21-11 / 17-21 / 21-17
- Georgii Karpov –  Samuel Hsiao: 21-17 / 15-21 / 21-15
- Raul Must –  Álvaro Vázquez González: 21-16 / 16-21 / 21-13
- Maxime Moreels –  Aram Mahmoud: 21-18 / 21-9
- Adam Mendrek –  Luís Enrique Peñalver: 22-20 / 21-16
- Lucas Claerbout –  Danylo Bosniuk: 21-7 / 21-12
- Eetu Heino –  Yanis Gaudin: 21-13 / 21-13
- Minoru Koga –  Niluka Karunaratne: 21-7 / 21-18
- Takuma Obayashi –  Su Li-yang: 21-18 / 21-6
- Hashiru Shimono –  Arnaud Merklé: 17-21 / 21-17 / 21-10
- Kasper Lehikoinen –  Kalle Koljonen: 21-13 / 2-3 Ret.
- Raul Must –  Georgii Karpov: 21-19 / 21-15
- Maxime Moreels –  Adam Mendrek: 23-21 / 21-17
- Lucas Claerbout –  Eetu Heino: 22-20 / 21-18
- Takuma Obayashi –  Minoru Koga: 18-21 / 21-13 / 21-16
- Hashiru Shimono –  Kasper Lehikoinen: 21-13 / 21-5
- Raul Must –  Maxime Moreels: 21-17 / 21-18
- Lucas Claerbout –  Takuma Obayashi: 22-20 / 16-21 / 21-9
- Hashiru Shimono –  Raul Must: 21-18 / 21-8
- Hashiru Shimono –  Lucas Claerbout: 21-13 / 21-17

### Dameneinzel Qualifikation
- Michelle Ting –  Gerda Voitechovskaja: 21-11 / 21-6
- Miyu Takahashi –  Helis Pajuste: 21-3 / 21-4
- Elena Komendrovskaja –  Monika Radovska: 21-10 / 21-3
- Victoria Slobodyanyuk –  Luisa Faria: 21-8 / 21-11
- Jekaterina Romanova –  Maija Krzywacki: 21-9 / 21-15
- Julia Salonen –  Arina Babre: 21-8 / 21-4
- Kati-Kreet Marran –  Arta Priedniece: 21-10 / 21-14
- Nella Nyqvist –  Diana Stognija: 21-19 / 21-10
- Catlyn Kruus –  Anna Kupca: 21-14 / 21-11
- Karina Kapanen –  Ana Fernandes: 21-12 / 21-7
- Nerea Ivorra Masia –  Annija Rulle-Titava: 21-8 / 21-13
- Amy Tan –  Sara Boyle: 21-14 / 17-21 / 21-18
- Una Berga –  Malena Norrman: 25-23 / 21-19
- Hsieh Hsin Yu –  Laura Fløj Thomsen: w.o.
- Michelle Ting –  Annie Sjoqvist: 22-20 / 21-17
- Miyu Takahashi –  Anna Bygum: 21-7 / 21-8
- Elena Komendrovskaja –  Nella Siilasmaa: 21-12 / 21-14
- Jekaterina Romanova –  Ines Pardilho: 21-17 / 21-11
- Vlada Ginga –  Julia Salonen: 21-18 / 21-14
- Kati-Kreet Marran –  Ramona Üprus: 21-15 / 21-9
- Catlyn Kruus –  Vytautė Fomkinaitė: 21-13 / 21-10
- Adriana F. Goncalves –  Karina Kapanen: 22-20 / 21-15
- Hanna Karkaus –  Nerea Ivorra Masia: 21-10 / 21-6
- Amy Tan –  Viktoriia Kozyreva: 21-15 / 21-12
- Riko Gunji –  Una Berga: 21-9 / 21-9
- Ann-Kathrin Spöri –  Daniella Gonda: w.o.
- Victoria Slobodyanyuk –  Moto Hayashi: w.o.
- Nella Nyqvist –  Jessica Jäntti: w.o.
- Hsieh Hsin Yu –  Getter Saar: w.o.
- Ulyana Zakharava –  Réka Madarász: w.o.
- Ann-Kathrin Spöri –  Michelle Ting: 21-15 / 21-10
- Miyu Takahashi –  Elena Komendrovskaja: 21-13 / 21-7
- Victoria Slobodyanyuk –  Jekaterina Romanova: 21-12 / 21-14
- Kati-Kreet Marran - Vlada Ginga: 21-17 / 21-13
- Catlyn Kruus –  Nella Nyqvist: 21-16 / 8-21 / 21-15
- Hsieh Hsin Yu –  Adriana F. Goncalves: 21-13 / 21-11
- Amy Tan –  Hanna Karkaus: 21-9 / 21-15
- Riko Gunji –  Ulyana Zakharava: 21-6 / 21-9

### Dameneinzel
- Kristin Kuuba –  Natalya Voytsekh: 21-13 / 21-9
- Kate Foo Kune –  Wiktoria Dąbczyńska: 21-16 / 21-11
- Moto Hayashi –  Sónia Gonçalves: 21-11 / 21-6
- Kati-Kreet Marran –  Linda Zechiri: 17-21 / 23-21 / 21-18
- Riko Gunji –  Soraya de Visch Eijbergen: 21-13 / 21-13
- Marie Batomene –  Amy Tan: 17-21 / 21-12 / 21-17
- Natsuki Oie –  Jordan Hart: 21-11 / 21-16
- Ágnes Kőrösi –  Ann-Kathrin Spöri: 21-10 / 21-16
- Prashi Joshi –  Louisa Ma: 18-21 / 21-17 / 21-18
- Getter Saar –  Hsieh Hsin Yu: 21-19 / 21-11
- Mariya Ulitina –  Irina Amalie Andersen: 22-20 / 21-19
- Daniella Gonda –  Haramara Gaitan: 21-16 / 11-21 / 21-16
- Miyu Takahashi –  Victoria Slobodyanyuk: 21-12 / 21-12
- Natsuki Nidaira –  Réka Madarász: 21-12 / 21-13
- Laura Sárosi –  Catlyn Kruus: 21-12 / 21-17
- Crystal Pan –  Yaëlle Hoyaux: 21-16 / 15-21 / 21-18
- Kristin Kuuba –  Kate Foo Kune: 21-14 / 21-11
- Moto Hayashi –  Kati-Kreet Marran: 21-6 / 21-8
- Riko Gunji –  Marie Batomene: 21-9 / 21-10
- Natsuki Oie –  Ágnes Kőrösi: 21-8 / 21-13
- Getter Saar –  Prashi Joshi: 16-21 / 21-19 / 21-18
- Mariya Ulitina –  Daniella Gonda: 16-21 / 21-12 / 21-18
- Natsuki Nidaira –  Miyu Takahashi: 21-11 / 21-12
- Crystal Pan –  Laura Sárosi: 21-17 / 21-14
- Moto Hayashi –  Kristin Kuuba: 21-17 / 21-9
- Natsuki Oie –  Riko Gunji: 14-21 / 22-20 / 21-18
- Mariya Ulitina –  Getter Saar: 21-14 / 21-18
- Natsuki Nidaira –  Crystal Pan: 21-13 / 21-9
- Natsuki Oie –  Moto Hayashi: 21-15 / 21-18
- Natsuki Nidaira –  Mariya Ulitina: 21-9 / 0-0 Ret.
- Natsuki Nidaira –  Natsuki Oie: 21-12 / 21-5

### Herrendoppel Qualifikation
- Andrei Ivanov /  Anton Nazarenko –  Juha Honkanen /  Julius von Pfaler: 22-20 / 19-21 / 23-21
- Lev Barinov /  Egor Kholkin –  Ram Krishan /  Dennis Kumar: 21-3 / 21-6
- Robin Jäntti /  Niilo Nyqvist –  Francisco Olivares /  Jaume Perez: w.o.
- Andrei Ivanov /  Anton Nazarenko –  Karl Kivinurm /  Vahur Lukin: 21-16 / 17-21 / 21-11
- Oskar Männik /  Rannar Zirk –  Miika Lahtinen /  Jere Övermark: w.o.
- Robin Jäntti /  Niilo Nyqvist –  Duarte Nuno Anjo /  Daniel Mendes: w.o.

### Herrendoppel
- Lev Barinov /  Egor Kholkin –  Sander Merits /  Mihkel Talts: 21-15 / 21-15
- Robin Jäntti /  Niilo Nyqvist –  Simon Sandholm /  Hannes Svensson: 21-19 / 21-18
- Chiang Chien-wei /  Ye Hong-wei –  Steve Olesen /  Andreas Søndergaard: 21-16 / 21-18
- Koon Fung Kelvin Ho /  Pak Yu Ng –  Anton Monnberg /  Jesper Paul: 12-21 / 21-15 / 21-15
- Yujiro Nishikawa /  Tadayuki Urai –  Jaromír Janáček /  Tomáš Švejda: 21-11 / 21-10
- Georgii Karpov /  Egor Kurdyukov –  Duarte Nuno Anjo /  Daniel Mendes: 21-9 / 21-18
- Ruben Jille /  Ties van der Lecq –  Andreas Ioannou /  Christakis Temereas: 21-7 / 21-10
- Samy Corvée /  William Villeger –  Miika Lahtinen /  Jere Övermark: 21-9 / 21-13
- Tony Lindelöf /  Joakim Oldorff –  Oskar Männik /  Rannar Zirk: 21-14 / 22-20
- Anton Kaisti /  Oskari Larkimo –  Bruno Carvalho /  Tomas Nero: 19-21 / 21-14 / 21-8
- Mikk Järveoja /  Mihkel Laanes –  Joan Monroy /  Carlos Piris: 21-9 / 21-23 / 24-22
- Karl Kert /  Hans-Kristjan Pilve –  Ernesto Baschwitz /  Tomas Toledano: 24-22 / 21-12
- Kristjan Kaljurand /  Raul Käsner –  Carl Harrbacka /  Melker Bexell: 21-19 / 21-19
- Masato Takano /  Katsuki Tamate –  Jesper de Waal /  Alexander Svensson: 21-5 / 21-10
- Wei Chun-wei /  Wu Guan-xun –  Francisco Olivares /  Jaume Perez: 21-5 / 21-15
- Lev Barinov /  Egor Kholkin –  Robin Jäntti /  Niilo Nyqvist: 21-10 / 21-19
- Chiang Chien-wei /  Ye Hong-wei –  Koon Fung Kelvin Ho /  Pak Yu Ng: 21-13 / 21-10
- Yujiro Nishikawa /  Tadayuki Urai –  Georgii Karpov /  Egor Kurdyukov: 21-7 / 21-16
- Ruben Jille /  Ties van der Lecq –  Samy Corvée /  William Villeger: 21-15 / 16-21 / 21-13
- Anton Kaisti /  Oskari Larkimo –  Tony Lindelöf /  Joakim Oldorff: 21-19 / 21-11
- Mikk Järveoja /  Mihkel Laanes –  Karl Kert /  Hans-Kristjan Pilve: 21-17 / 21-17
- Masato Takano /  Katsuki Tamate –  Kristjan Kaljurand /  Raul Käsner: 21-9 / 21-14
- Wei Chun-wei /  Wu Guan-xun –  Andrei Ivanov /  Anton Nazarenko: 21-19 / 21-15
- Chiang Chien-wei /  Ye Hong-wei –  Lev Barinov /  Egor Kholkin: 21-15 / 22-20
- Yujiro Nishikawa /  Tadayuki Urai –  Ruben Jille /  Ties van der Lecq: 21-12 / 21-18
- Anton Kaisti /  Oskari Larkimo –  Mikk Järveoja /  Mihkel Laanes: 21-15 / 18-21 / 21-18
- Wei Chun-wei /  Wu Guan-xun –  Masato Takano /  Katsuki Tamate: 21-17 / 21-14
- Chiang Chien-wei /  Ye Hong-wei –  Yujiro Nishikawa /  Tadayuki Urai: 21-15 / 24-22
- Wei Chun-wei /  Wu Guan-xun –  Anton Kaisti /  Oskari Larkimo: 21-12 / 21-11
- Chiang Chien-wei /  Ye Hong-wei –  Wei Chun-wei /  Wu Guan-xun: 21-11 / 21-19

### Damendoppel
- Mathilda Lindholm /  Jenny Nyström –  Viktoriia Kozyreva /  Mariia Sukhova: 21-15 / 11-21 / 21-18
- Hanna Karkaus /  Nella Siilasmaa –  Ulla Helm /  Eve Laansoo: 21-14 / 21-17
- Vytautė Fomkinaitė /  Gerda Voitechovskaja –  Arina Babre /  Arta Priedniece: 21-12 / 21-10
- Alžběta Bášová /  Michaela Fuchsová –  Ariel Lee /  Sydney Lee: 21-18 / 21-14
- Adriana F. Goncalves /  Sónia Gonçalves –  Catlyn Kruus /  Ramona Üprus: 21-14 / 21-19
- Lin Chih-chun /  Wu Meng Chen –  Una Berga /  Diana Stognija: 21-9 / 21-8
- Mizuki Otake /  Miyu Takahashi –  Flavie Vallet /  Emilie Vercelot: 21-16 / 21-11
- Sharone Bauer /  Juliette Moinard –  Anna Kupca /  Annija Rulle-Titava: 21-9 / 21-7
- Helis Pajuste /  Amy Tan –  Ana Fernandes /  Ines Pardilho: 21-9 / 21-9
- Irina Khlebko /  Elena Komendrovskaja –  Noora Ahola /  Sonja Pekkola: 21-11 / 21-17
- Daniella Gonda /  Ágnes Kőrösi –  Berfin Aslan /  Malena Norrman: 23-21 / 17-21 / 21-10
- Jannica Monnberg /  Julia Salonen –  Nerea Ivorra Masia /  Claudia Leal: 14-21 / 22-20 / 21-4
- Rena Miyaura /  Saori Ozaki –  Monika Radovska /  Jekaterina Romanova: 21-11 / 21-8
- Anastasiia Boiarun /  Alena Iakovleva –  Kertu Margus /  Editha Schmalz: 21-10 / 21-12
- Vimala Hériau /  Margot Lambert –  Mathilda Lindholm /  Jenny Nyström: 21-8 / 23-21
- Vytautė Fomkinaitė /  Gerda Voitechovskaja –  Hanna Karkaus /  Nella Siilasmaa: 14-21 / 21-13 / 24-22
- Alžběta Bášová /  Michaela Fuchsová –  Adriana F. Goncalves /  Sónia Gonçalves: 21-13 / 18-21 / 21-18
- Mizuki Otake /  Miyu Takahashi –  Lin Chih-chun /  Wu Meng Chen: 21-12 / 21-18
- Sharone Bauer /  Juliette Moinard –  Helis Pajuste /  Amy Tan: 21-14 / 21-12
- Daniella Gonda /  Ágnes Kőrösi –  Irina Khlebko /  Elena Komendrovskaja: 21-12 / 17-21 / 21-12
- Rena Miyaura /  Saori Ozaki –  Jannica Monnberg /  Julia Salonen: 21-10 / 21-9
- Julie Finne-Ipsen /  Mai Surrow –  Anastasiia Boiarun /  Alena Iakovleva: 21-17 / 21-14
- Vimala Hériau /  Margot Lambert –  Vytautė Fomkinaitė /  Gerda Voitechovskaja: 21-16 / 21-8
- Mizuki Otake /  Miyu Takahashi –  Alžběta Bášová /  Michaela Fuchsová: 21-18 / 21-15
- Sharone Bauer /  Juliette Moinard –  Daniella Gonda /  Ágnes Kőrösi: 21-19 / 21-12
- Rena Miyaura /  Saori Ozaki –  Julie Finne-Ipsen /  Mai Surrow: 21-16 / 21-11
- Vimala Hériau /  Margot Lambert –  Mizuki Otake /  Miyu Takahashi: 21-18 / 16-21 / 21-13
- Rena Miyaura /  Saori Ozaki –  Sharone Bauer /  Juliette Moinard: 21-8 / 21-12
- Rena Miyaura /  Saori Ozaki –  Vimala Hériau /  Margot Lambert: 21-18 / 21-18

### Mixed Qualifikation
- Jaume Perez /  Claudia Leal –  Robin Jäntti /  Nella Nyqvist: 21-14 / 21-12
- Oskar Männik /  Ramona Üprus –  Mathias Solgaard /  Laura Fløj Thomsen: w.o.
- Tony Lindelöf /  Julia Salonen –  Andres Aru /  Ulla Helm: w.o.

### Mixed
- Tadayuki Urai /  Rena Miyaura –  Kasper Lehikoinen /  Mathilda Lindholm: 21-11 / 21-6
- Samy Corvée /  Emilie Vercelot –  Juha Honkanen /  Jannica Monnberg: 21-13 / 21-12
- Ties van der Lecq /  Imke van der Aar –  Kristjan Kaljurand /  Hannaliina Piho: 21-13 / 21-12
- Hannes Svensson /  Berfin Aslan –  Julius von Pfaler /  Jenny Nyström: 11-21 / 21-10 / 21-18
- William Villeger /  Sharone Bauer –  Tony Lindelöf /  Julia Salonen: 21-12 / 21-17
- Wu Guan-xun /  Wu Meng Chen –  Egor Kholkin /  Mariia Sukhova: 26-24 / 21-19
- Anton Kaisti /  Alžběta Bášová –  Katsuki Tamate /  Mizuki Otake: 21-19 / 21-14
- Andreas Søndergaard /  Julie Finne-Ipsen –  Mihkel Talts /  Kertu Margus: 21-17 / 21-10
- Lev Barinov /  Anastasiia Boiarun –  Andis Berzins /  Una Berga: 21-8 / 21-11
- Yujiro Nishikawa /  Saori Ozaki –  Philip Birker /  Katharina Hochmeir: 21-7 / 21-6
- Raul Käsner /  Kati-Kreet Marran –  Jere Övermark /  Elina Niranen: 21-18 / 21-15
- Fabien Delrue /  Vimala Hériau –  Oskar Männik /  Ramona Üprus: 21-10 / 21-10
- Sebastian Bugtrup /  Isabella Nielsen –  Jaume Perez /  Claudia Leal: 21-7 / 21-8
- Chiang Chien-wei /  Lin Chih-chun –  Carl Harrbacka /  Tilda Sjöö: 12-21 / 21-14 / 21-11
- Andres Aru /  Ulla Helm –  Yu Sheng Po /  Hsieh Hsin Yu: 23-21 / 14-21 / 21-19
- Tadayuki Urai /  Rena Miyaura –  Samy Corvée /  Emilie Vercelot: 21-10 / 21-19
- Ties van der Lecq /  Imke van der Aar –  Hannes Svensson /  Berfin Aslan: 21-12 / 21-14
- William Villeger /  Sharone Bauer –  Wu Guan-xun /  Wu Meng Chen: 21-15 / 21-12
- Anton Kaisti /  Alžběta Bášová –  Andreas Søndergaard /  Julie Finne-Ipsen: 21-16 / 17-21 / 21-17
- Yujiro Nishikawa /  Saori Ozaki –  Lev Barinov /  Anastasiia Boiarun: 21-13 / 21-7
- Fabien Delrue /  Vimala Hériau –  Raul Käsner /  Kati-Kreet Marran: 21-16 / 21-10
- Sebastian Bugtrup /  Isabella Nielsen –  Oskari Larkimo /  Sonja Pekkola: 21-15 / 21-17
- Chiang Chien-wei /  Lin Chih-chun –  Andres Aru /  Ulla Helm: 21-11 / 21-12
- Tadayuki Urai /  Rena Miyaura –  Ties van der Lecq /  Imke van der Aar: 19-21 / 21-14 / 21-15
- Anton Kaisti /  Alžběta Bášová –  William Villeger /  Sharone Bauer: 25-23 / 26-28 / 21-10
- Yujiro Nishikawa /  Saori Ozaki –  Fabien Delrue /  Vimala Hériau: 19-21 / 21-12 / 21-17
- Sebastian Bugtrup /  Isabella Nielsen –  Chiang Chien-wei /  Lin Chih-chun: 21-12 / 15-21 / 21-17
- Tadayuki Urai /  Rena Miyaura –  Anton Kaisti /  Alžběta Bášová: 23-21 / 22-20
- Yujiro Nishikawa /  Saori Ozaki –  Sebastian Bugtrup /  Isabella Nielsen: 21-8 / 21-12
- Yujiro Nishikawa /  Saori Ozaki –  Tadayuki Urai /  Rena Miyaura: 21-18 / 21-14